# Ангерова функција
Ангерова функција {\displaystyle \mathbf {J} _{\nu }(z)} представља решење нехомогене Беселове диференцијалне једначине:
{\displaystyle z^{2}y^{\prime \prime }+zy^{\prime }+(z^{2}-\nu ^{2})y=(z-\nu )\sin(\pi z)/\pi }
Именована је у част немачкога математичара Карла Теодора Ангера, који је 1855. први увео Ангерову функцију.

## Облик
Ангерова функција је облика:
{\displaystyle \mathbf {J} _{\nu }(z)={\frac {1}{\pi }}\int _{0}^{\pi }\cos(\nu \theta -z\sin \theta )\,d\theta }
Ангерова функција је блиско повезана са Беселовим функцијама.

## Веберова функција
Веберова функција {\displaystyle \mathbf {E} _{\nu }(z)} представља решење сличне нехомогене Беселове диференцијалне једначине:
{\displaystyle z^{2}y^{\prime \prime }+zy^{\prime }+(z^{2}-\nu ^{2})y=-((z+\nu )+(z-\nu )\cos(\pi z))/\pi .}
Веберова функција је облика:
{\displaystyle \mathbf {E} _{\nu }(z)={\frac {1}{\pi }}\int _{0}^{\pi }\sin(\nu \theta -z\sin \theta )\,d\theta }

## Веза Ангерове и Веберове функције
Између Ангерове и Веберове функције постоји веза:
{\displaystyle \sin(\pi \nu )\mathbf {J} _{\nu }(z)=\cos(\pi \nu )\mathbf {E} _{\nu }(z)-\mathbf {E} _{-\nu }(z)}
{\displaystyle -\sin(\pi \nu )\mathbf {E} _{\nu }(z)=\cos(\pi \nu )\mathbf {J} _{\nu }(z)-\mathbf {J} _{-\nu }(z)}
У случају да је {\displaystyle \nu } цели број тада Ангерова функција постаје једнака Беселовој функцији, а Веберова функција као комбинација Струвеових функција.
Струвеове функције целобројнога реда могу да се прикажу помоћу Веберових функција En и обратно. Ако је n ненегативни цели број онда је:
{\displaystyle \mathbf {E} _{n}(z)={\frac {1}{\pi }}\sum _{k=0}^{[{\frac {n-1}{2}}]}{\frac {\Gamma (k+1/2)(z/2)^{n-2k-1}}{\Gamma (n-1/2-k)}}\mathbf {H} _{n}}
{\displaystyle \mathbf {E} _{-n}(z)={\frac {(-1)^{n+1}}{\pi }}\sum _{k=0}^{[{\frac {n-1}{2}}]}{\frac {\Gamma (n-k-1/2)(z/2)^{-n+2k+1}}{\Gamma (k+3/2)}}\mathbf {H} _{-n}.}